# Hate Crew Deathroll
Hate Crew Deathroll ist das vierte Studioalbum der finnischen Metalband Children Of Bodom. In welches Metalgenre die Musik der Band eingeordnet werden muss, ist stark umstritten, sie wird aber oft als Melodic Death Metal oder Power Metal definiert.
Das Album wurde im August und September des Jahres 2002 im „Astia Studio“ in Finnland aufgenommen. Produzent war Anssi Kippo. Anschließend wurden die Aufnahmen in den Finnvox Studios abgemischt und gemastert von Mikko Karmila und Count Jussila. Veröffentlicht wurde es am 7. Januar 2003 unter Spinefarm Records und späterhin auch unter anderen Musiklabels.
Nach der Veröffentlichung des Albums ging die Band auf Tournee. Im Februar spielten sie sechs Konzerte in Japan mit Rob Halford als Support. Im März und April traten sie zehnmal in Finnland auf, zum Teil mit namhaften Support-Bands wie zum Beispiel Norther oder Finntroll. Anschließend begannen sie ihre Tour durch Europa mit Soilwork und Shadows Fall. Sie gaben 29 Konzerte, unter anderem in Deutschland, England, Spanien und Österreich.
Hate Crew Deathroll ist auch das letzte Album auf dem Alexander Kuoppala als Rhythmusgitarrist mitwirkt. Er verließ die Band noch im Juli 2003 aus persönlichen Gründen. Sein Nachfolger wurde Roope Latvala von Sinergy, der ursprünglich nur für kurze Zeit in der Band aushelfen sollte, mittlerweile jedoch ein vollwertiges Mitglied ist.

## Stil
Wie auch auf den Vorgängeralben Something Wild, Hatebreeder und Follow the Reaper ist die Musik von Children of Bodom durch simple Metalriffs und den growlenden Gesang Laihos geprägt.

„Derart hart, heavy und heftig hat man die finnische Combo noch nie lärmen gehört, die gedoppelten Riffs, kalte Sequenzer und Keyboardeffekte als auch verzerrter Gesang lassen ‚Hate Crew Deathroll‘ brutal und giftig klingen, doch wurden natürlich die geliebten Trademarks beibehalten. […]“

Auf dem Album finden sich die simplen harten Metalriffs (Sixpounder) und auch der Gesang Laihos wieder, der zum Teil noch stärker übersteuert wurde (Needled 24/7) und dadurch härter wirkt.
Doch es gibt auch neue Elemente in der Musik: Das Keyboard ist stärker in den Hintergrund gerückt und übernimmt oft nur noch begleitende Funktion, wie es auch bei anderen Metalbands üblich ist, trotzdem sind die üblichen Soloduelle zwischen E-Gitarre und Keyboard erhalten geblieben. Neu für Children of Bodom sind auch die Elektroriffs, die bei Needled 24/7 zum Einsatz kommen.
Das Tempo der Songs ist – wie bei Children of Bodom üblich – sehr hoch. Angels Don’t Kill ist der einzige Song in mäßigerem Tempo auf dem Album.
Auch bei Hate Crew Deathroll wurde die Gesamtspieldauer der CD kritisiert. Wie bei den Vorgängeralben ist diese mit rund 40 Minuten relativ kurz.
Das Cover wurde von Sami Saramäki designt. Auch auf diesem Album zeigt es das Symbol der Band, den Sensenmann. Das Artwork ist hellrot und zeigt ihn, wie er mit seiner Sense zum Schlag ausholt.

## Chartplatzierungen
Alle Melodien und Texte der Songs wurden von Alexi Laiho geschrieben und verfasst, außer bei Chokehold (Cocked ’n’ Loaded), das er zusammen mit Henkka „T. Blacksmith“ Seppälä und Alexander Kuoppala geschrieben und Lil’ Bloodred Ridin’ Hood, das er zusammen mit Alexander Kuoppala komponiert hat.
Zwischen den Songs Needled 24/7 und Sixpounder hört man eine Stelle aus dem amerikanischen Kriegsfilm Platoon:

“Death? What do yall know about death?”

„Tod? Was wisst ihr alle über den Tod?“

Zu ebendiesen beiden Songs wurden Musikvideos gedreht. Es wurde auch ein Musikvideo zu Needled 24/7 gedreht, welches aber nur wenige Male ausgestrahlt und nie auf DVD veröffentlicht wurde, da die Bandmitglieder mit dem Ergebnis nicht zufrieden waren. Von Sixpounder gibt es zwei Versionen des Videos. Die beiden Videos unterscheiden sich nur in den Punkten, dass das Kennzeichen des Autos statt „COB 666“ nur „COB 6 6“ lautet und das Blut eine dunklere Färbung hat, sodass es unechter wirkt.
Ein weiteres Filmzitat ist zwischen den Songs Bodom Beach Terror und Angels Don’t Kill zu hören:

“My pain is constant and sharp and I do not hope for a better world for anyone, in fact I want my pain to be inflicted on others. I want no one to escape”

„Mein Schmerz ist gleichbleibend und heftig. Und ich hoffe für niemanden auf eine bessere Welt. Ich möchte sogar, dass mein Schmerz auch anderen zugefügt wird. Ich will, dass niemand davonkommt.“

Die Tracks You’re Better Off Dead und Lil’ Bloodred Ridin’ Hood werden durch ein Schlagzeugsolo verbunden, das am Ende von You’re Better Off Dead beginnt und in Lil’ Bloodred Ridin’ Hood übergeht.
You’re Better Off Dead ist auch die einzige ausgekoppelte Single aus dem Album. Der Song wurde in der genau gleichen Version wie auf dem Album zusammen mit dem Ramones-Cover Somebody Put Something in My Drink im April 2002 auf CD veröffentlicht. Das Schlagzeugsolo wurde für die Singleversion jedoch weggeschnitten.
Die Single erreichte in Finnland Goldstatus.
Der Song Hate Crew Deathroll dauert in der Albumversion nur 3:36 Minuten, die Originalversion auf der Spinefarm Edition der CD beinhaltet aber, wesentlich leiser, einen dreiminütigen Mitschnitt, auf dem die Bandmitglieder betrunken im Studio singen.

## Hate Crew
Der Name Hate Crew wurde von den Bandmitgliedern erfunden. Damit sind die Besetzung, das Management und die treusten Fans der Band gemeint.

“We’re the Hate Crew, we stand and we won’t fall, we all for none and none for all… We’ll fight 'til the last hit and as sure as hell we're taking no shit!”

„Wir sind die „Hate Crew“, wir stehen und wir werden nicht fallen, alle für keinen und keiner für alle… Wir werden bis zum letzten Schlag kämpfen und – sicher wie die Hölle – werden wir keinen Scheiß hinnehmen!“

Die Band verkauft Shirts und Fanartikel mit diesen Sätzen und dem Logo „COBHC“ („Children Of Bodom Hate Crew“). Der Titel, Hate Crew Deathroll, wird auf Konzerten und Auftritten meistens gegen Ende gespielt.

## Titelliste

### Standard-Tracks
1. Needled 24/7 – 4:08
2. Sixpounder – 3:24
3. Chokehold (Cocked ’n’ Loaded) – 4:12
4. Bodom Beach Terror – 4:35
5. Angels Don’t Kill – 5:13
6. Triple Corpse Hammerblow – 4:06
7. You’re Better Off Dead – 4:11
8. Lil’ Bloodred Ridin’ Hood – 3:24
9. Hate Crew Deathroll – 3:36 (bzw. 6:38)

### Bonus-Tracks
- Silent Scream – 3:16 (Cover von Slayer, aufgenommen 2001)
- Somebody Put Something in My Drink – 3:18 (Cover von den Ramones, aufgenommen 2002[14])

Silent Scream war der Bonus-Track auf der Special Edition, die in Europa und Nordamerika veröffentlicht wurde, in Japan wurde eine CD mit beiden Songs als Bonus-Tracks veröffentlicht.

### Re-Release des Albums
2008 wurde das Album bei Spinefarm Records UK als ein „zu 100 % vom Metal Hammer anerkanntes Album“ erneut veröffentlicht. Das Album enthielt drei Bonustracks: Somebody Put Something in My Drink von den Ramones, Silent Scream von Slayer und eine Live-Version von Needled 24/7, die am 8. März 2008 in London aufgenommen wurde. Außerdem enthielt es das Musikvideo zu Sixpounder und eine Fotoshow mit Promobildern von 2003 bis 2008.